# Cyclotron Réunion Océan Indien

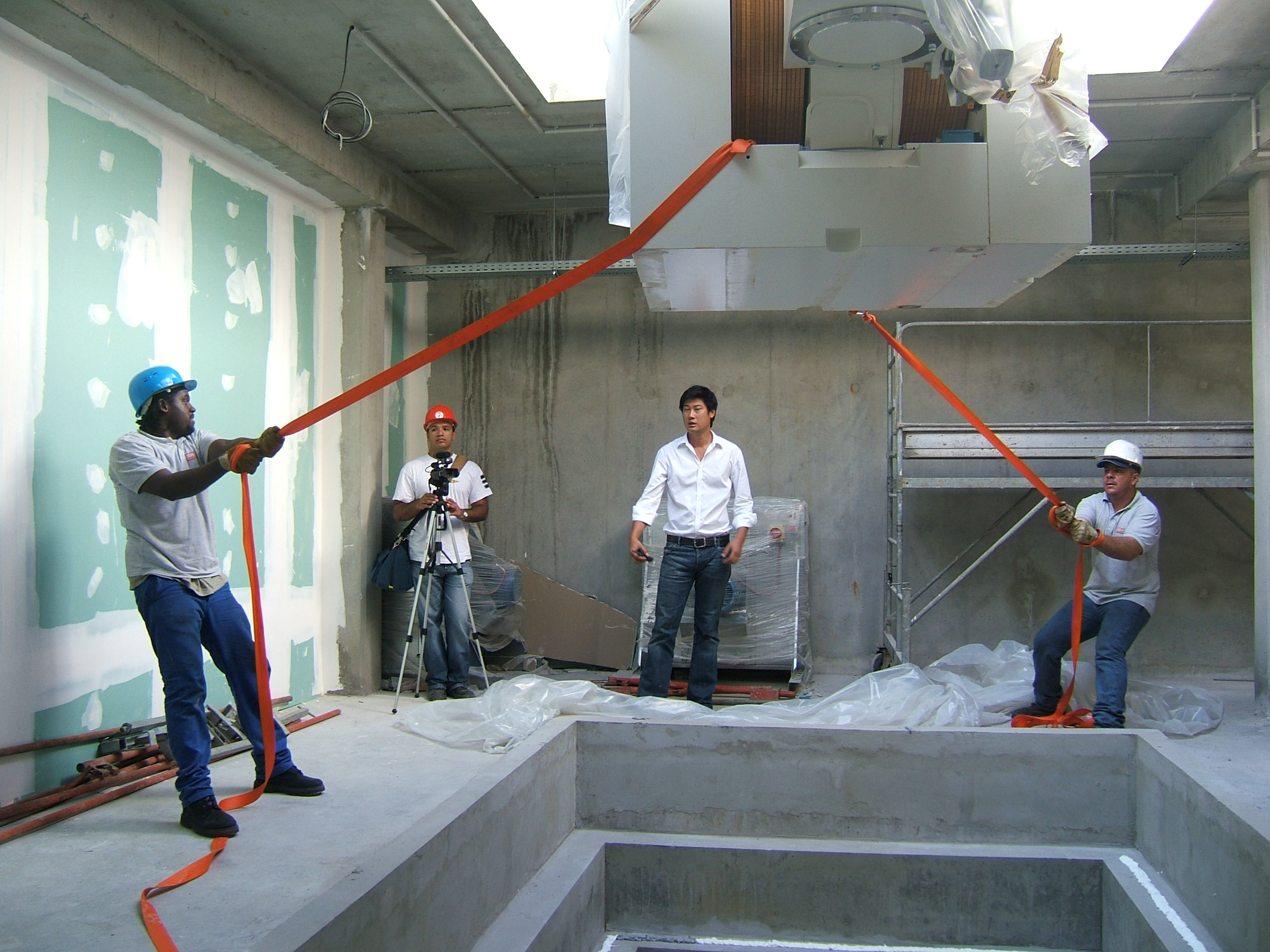
La livraison du cyclotron par le toit du bâtiment principal du CYROI au début de l'année 2007.

Cyclotron Réunion Océan Indien (CYROI) est un groupement d'intérêt public impliquant l'université de La Réunion dans la gestion du seul cyclotron de l'île de La Réunion, département d'outre-mer français dans l'océan Indien. Le bâtiment qui l'accueille est situé au cœur du parc où l'on trouve le technopole de La Réunion, à l'est de la commune de Saint-Denis, le chef-lieu.